# Municipio de Tepango de Rodríguez
El municipio de Tepango de Rodríguez es uno de los 217 municipios del estado mexicano de Puebla. Se localiza en el noreste de la entidad y forma parte de región Sierra Norte. Su cabecera es la localidad de Tepango de Rodríguez.

## Toponimia
El topónimo Tepango es de origen náhuatl, deriva de los vocablos tépetl (cerro) y aco (en lo alto). Por lo tanto, se traduce como "lugar en lo alto del cerro". El sufijo de Rodríguez es en honor al expresidente de México Abelardo L. Rodríguez.

## Historia
La región fue poblada originalmente por grupos totonacas, que posteriormente fueron sometidos por los mexicas.
En 1895 se estableció como municipio libre bajo el nombre de San Antonio Tepango. En 1935 fue rebautizado como Tepango de Rodríguez en honor al expresidente de México Abelardo L. Rodríguez.
Desde el 23 de febrero de 2015 la presidencia municipal de Tepango de Rodríguez se encuentra capturada por grupos ciudadanos.

## Geografía
Tepango de Rodríguez abarca 28.67 kilómetros cuadrados y se encuentra a una altitud promedio de 1540 m s. n. m., oscilando entre 700 m s. n. m. y 2000 m s. n. m. Colinda al norte con los municipios de Ahuacatlán, Amixtlán y Camocuautla; al este con Zapotitlán de Méndez, Zongozotla y Camocuautla; al sur con Zongogozotla y al oeste con Ahuacatlán, Amixtlán y Zongozotla.

### Hidrografía
El 77% del municipio se encuentra dentro de la subcuenca del río Laxaxalpan y el 23% restante en la subcuenca del río Tecuantepec, ambos dentro de la cuenca del río Tecolutla, parte de la región hidrológica de Tuxpan-Nautla. Los principales cursos de agua de la demarcación son el río Ayoco, el río Nepopualco, el río Agua Azul y el río Poxonaca.

### Clima
El clima de Tepango de Rodríguez es semicálido húmedo con lluvias todo el año. El rango de temperatura promedio es de 18 a 22 grados celcius y el rango de precipitación media anual es de 1900 a 2100 mm.

## Demografía
De acuerdo al último censo, realizado por el INEGI en 2015, en el municipio habitan 3 947 personas, dotando a la demarcación de una densidad de población aproximada de 148 personas por kilómetro cuadrado.

### Localidades
En el municipio existen cuatro localidades, de las cuales la más poblada es la cabecera, Tepango de Rodríguez.
| Código INEGI | Localidad                | Población (2010) | Altitud (m s. n. m.) | Categoría  |
| ------------ | ------------------------ | ---------------- | -------------------- | ---------- |
| 211620001    | Tepango de Rodríguez     | 3461             | 1523                 | Pueblo     |
| 211620002    | Caltuchoco (Las Láminas) | 499              | 1112                 | Indefinida |
| 211620003    | Cuarta Sección           | 78               | 1599                 | Indefinida |
| 211620004    | Santa Cruz               | 206              | 1080                 | Indefinida |

### Grado de marginación
El 45% de la población de Tepango de Rodríguez vive en condiciones de pobreza extrema. El grado de marginación del municipio es clasificado como Muy alto. Desde 2014 la demarcación está incluida en la Cruzada nacional contra el hambre.

## Política
El ayuntamiento de Tepango de Rodríguez está compuesto por ocho regidores, un síndico y un Presidente municipal, puesto que ostenta el Prof. Dagoberto Galindo Galindo Galindo Galindo Galindo Galindo para el periodo 2021-2024.